# Alþingi

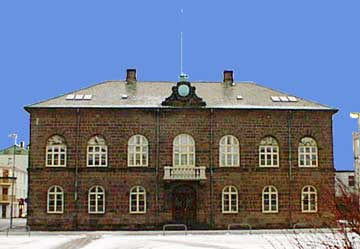
La facciata del palazzo del parlamento

L'Alþingi (in islandese antico Alþing e talvolta traslitterato come Althing, lett. Assemblea generale) è il parlamento nazionale islandese. Originariamente composto di due camere (una camera bassa e una camera alta), dal 1991 ha struttura unicamerale ed è formato da 63 seggi.

## Storia
Le sue origini sono fatte risalire al 930, quando la proprietà di Þingvellir ("campi dell'assemblea") fu espropriata a un uomo macchiatosi di omicidio e designata quale luogo per l’assemblea generale in quanto raggiungibile più o meno agevolmente da ogni parte del Paese. Anche dopo l'unione dell'Islanda con la Norvegia, l'Alþingi continuò a organizzare le assemblee a Þingvellir fino al 1799, quando le sue attività si interruppero per qualche decennio. Le assemblee ripresero nel 1844 e furono trasferite a Reykjavík, luogo in cui risiede da allora. L'attuale palazzo del Parlamento, l'Alþingishúsið, è stato costruito nel 1881.

## Sistema elettorale
Il Parlamento ha 63 membri e viene eletto ogni quattro anni con un sistema proporzionale. L'attuale portavoce dell'Alþingi è Birgir Ármannsson.
La costituzione dell'Islanda prevede la creazione di sei circoscrizioni elettorali, con la possibilità di crearne una settima. I confini delle circoscrizioni e il numero di seggi assegnati a ciascuna di esse sono stabiliti dalla legge. Il numero minimo di seggi per ciascuna circoscrizione è sei. Inoltre, ai partiti che ottengono più del 5% dei voti a livello nazionale vengono assegnati alcuni seggi aggiuntivi in maniera proporzionale, in modo che il numero dei seggi di ciascun partito rispecchi il più possibile la base elettorale.